# سیامبالاگاستنا
سیامبالاگاستنا (به لاتین: Siyambalagastenna) یک منطقهٔ مسکونی در سری‌لانکا است که در استان مرکزی (سری‌لانکا) واقع شده‌است.